# 蠍砲
蠍砲（Scorpio、Scorpion），或稱蠍機，是古羅馬的扭力大砲。這個名稱可以指兩種武器，一種是水平雙旋桿投射機（Ballista）的小型版，另一種是垂直單旋桿的野驢砲（Onager）。

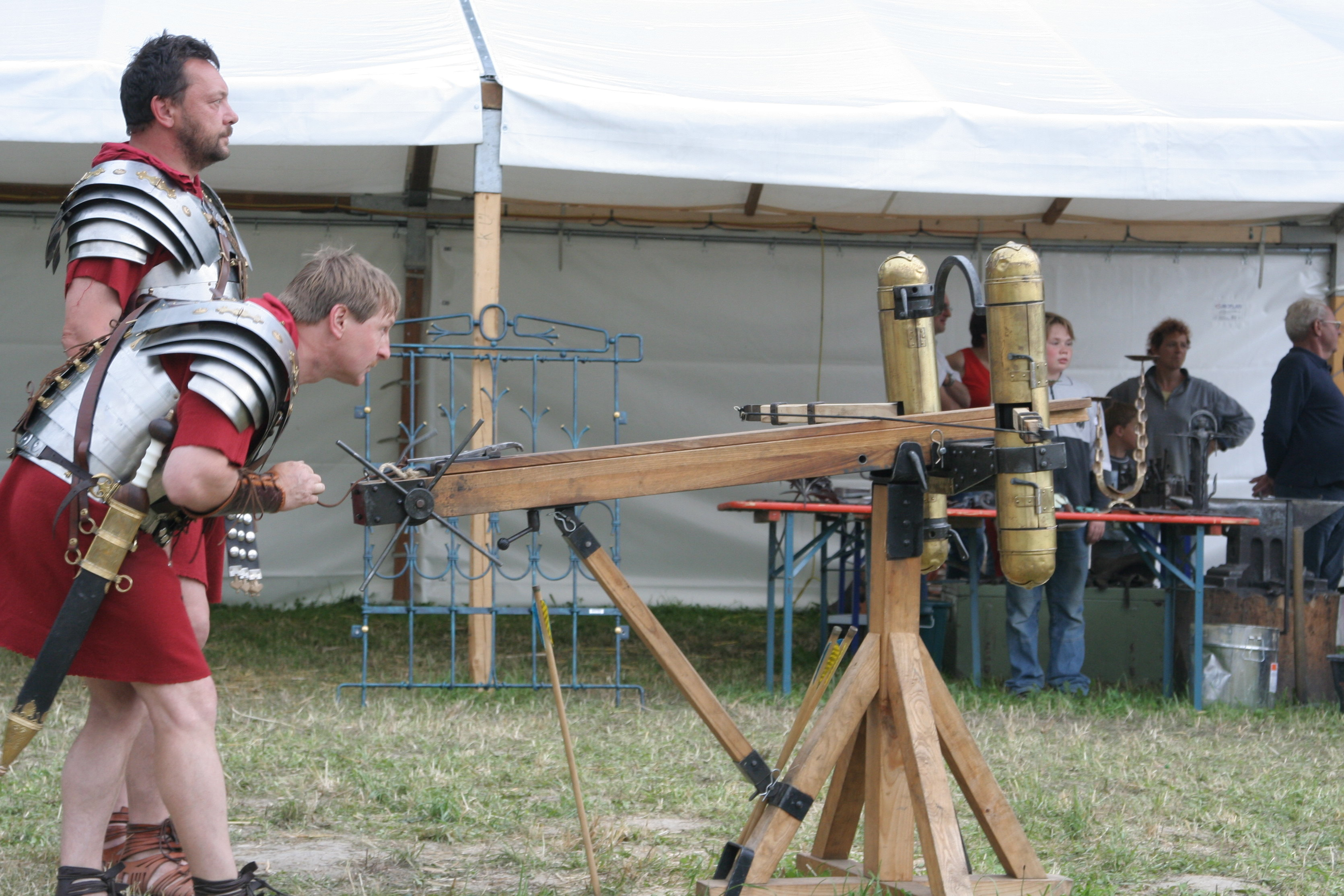
Modern reconstruction

蠍砲在指小型的投射機時，有兩種主要功能，其一是精準射擊，可以在100公尺內擊倒人員，但作精準射擊時射率較低。其二是作拋物線射擊，射程可達400公尺，射率亦提升為每分鐘3至4發。蠍砲通常會部屬在丘頂或高地的砲陣地上。其側面會被軍團所保護。其射出的箭矢可以穿透盾牌，通常也會使被擊中的人受傷。
如同其他的古代大砲，蠍砲昂貴且難以快速移動，通常用於步兵防禦與攻守城戰上，會被攻城方佈署在土方與攻城臺車上，也會被守城方佈署在城牆與臺樓上。
繼蠍砲之後，扭力裝置的下一個發展成果是手持投射機。